# Leichtathletik-Weltmeisterschaften 2022/Teilnehmer (Namibia)
| Gelbes Symbol für Goldmedaillen mit stilisierten Olympischen Ringen | Graues Symbol für Silbermedaillen mit stilisierten Olympischen Ringen | Braundes Symbol für Bronzemedaillen mit stilisierten Olympischen Ringen |
| ------------------------------------------------------------------- | --------------------------------------------------------------------- | ----------------------------------------------------------------------- |
| ––                                                                  | –                                                                     | —                                                                       |

Der Leichtathletikverband von Namibia, Athletics Namibia, hat für die Leichtathletik-Weltmeisterschaften 2022 in Oregon einen Sportler gemeldet.

## Teilnehmer

### Frauen

#### Laufdisziplinen
| Athletin           | Disziplin | Vorlauf    | Vorlauf | Halbfinale | Halbfinale | Finale | Finale |
| Athletin           | Disziplin | Zeit       | Platz   | Zeit       | Platz      | Zeit   | Platz  |
| ------------------ | --------- | ---------- | ------- | ---------- | ---------- | ------ | ------ |
| Beatrice Masilingi | 200 m     | 22,27 s SB | 6       | 24,78 s    | 24         | DNQ    | DNQ    |